# Altica
Altica (synoniem: Haltica) is een geslacht van kevers uit de familie bladkevers (Chrysomelidae).
De wetenschappelijke naam van het geslacht werd in 1762 gepubliceerd door Etienne Louis Geoffroy.

## Soorten
- Altica aenescens (Weise, 1888) – Berkenhaantje
- Altica albicornis Medvedev, 2004
- Altica alticola Wang, 1992
- Altica ampelophaga (Guérin-Méneville, 1858)
- Altica ancyrensis (Weise, 1897)
- Altica bicarinata (Kutschera, 1860)
- Altica brevicollis Foudras, 1860
- Altica breviuscula Weise, 1900
- Altica bulgharensis Kral, 1969
- Altica carduorum (Guérin-Méneville, 1858)
- Altica carinthiaca (Weise, 1888)
- Altica chamaenerii Har. Lindberg, 1926
- Altica championi Kannan & Anand, 1992
- Altica copelandi Ciegler, 2006
- Altica cornivorax Kral, 1969
- Altica deserticola (Weise, 1889)
- Altica elaeagnusae Zhang, Wang & Yang, 2006
- Altica engstroemi Sahlberg, 1894
- Altica ericeti Allard, 1859 – Dopheidehaantje
- Altica filipendulae Chashchina, 2006
- Altica fruticola Weise, 1888
- Altica globicollis (Weise, 1889)
- Altica graeca Kral, 1969
- Altica hampei (Allard, 1867)
- Altica helianthemi (Allard, 1859)
- Altica iberica Weise, 1892
- Altica impressicollis (Reiche, 1862)
- Altica inconspicua Kral, 1966
- Altica jarmilae Kral, 1979
- Altica longicollis (Allard, 1860)
- Altica lythri Aubé, 1843 – Kattenstaartaardvlo
- Altica madurensis Kannan & Anand, 1992
- Altica mohri Lopatin, 1990
- Altica oleracea (Linnaeus, 1758) – Teunisbloemaardvlo
- Altica opacifrons Lindberg, 1938
- Altica palustris (Weise, 1888)
- Altica pontica (Ogloblin, 1925)
- Altica quercetorum Foudras, 1860 – Eikenaardvlo
- Altica rosicola Kral, 1969
- Altica subcostata LeSage, 1990
- Altica talyshana Konstantinov, 1995
- Altica tamaricis Schrank, 1785
- Altica tholimorpha (Zhang, 1994)
- Altica tsharynensis (Ogloblin, 1921)
- Altica viridula Weise, 1889
- Altica yunnana (Wang, 1992)
- Altica zangana Chen & Wang, 1981